# Psalm 148

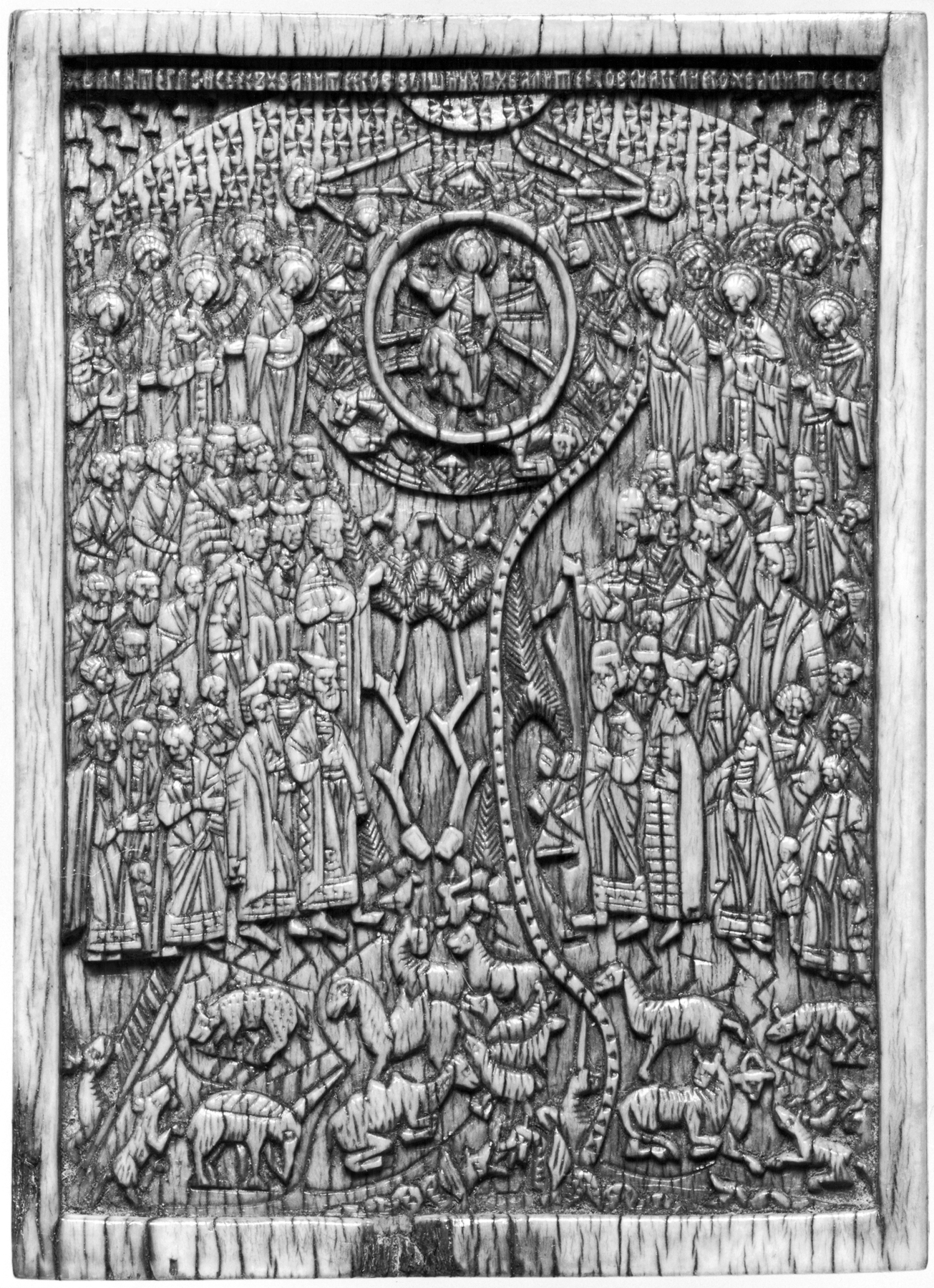
Illustration von Psalm 148 mit Jesus Christus, der im Himmel thront

Der 148. Psalm ist ein biblischer Psalm. Er ist wie die anderen Psalmen am Ende des Psalters ein Lobpsalm.

## Inhalt
Der Psalm stellt einen einzigen großen Aufruf dazu dar Gott zu loben. In der ersten Hälfte (Vers 1–6) wird die obere Welt (die Himmel, Gestirne und Engel) dazu aufgerufen. Im zweiten Teil (Vers 7–14) wird dann alles auf Erden (alle Menschen und Lebewesen bis hin zu den Naturerscheinungen) aufgefordert Gott zu loben. Als abschließende Begründung verweist Vers 13 auf die Majestät Gottes und Vers 14 auf die an seinem Volk erwiesene Hilfe.

## Rezeption
Das Kirchenlied Singt das Lied der Freude über Gott von Dieter Hechtenberg aus dem Jahr 1968 ist von Psalm 148 inspiriert.